# 爱沙尼亚独立宣言
爱沙尼亚独立宣言或称爱沙尼亚独立法案是1918年爱沙尼亚共和国宣布独立建国所通过的法案。而独立法案颁布时间也就是2月24日则成为了爱沙尼亚的独立日。
独立宣言由爱沙尼亚议会选出的委员会所起草。原本打算在1918年2月21日颁布独立法案，但最后推迟到2月23日晚，在派尔努印刷宣言并公开朗读宣言；第二天，即2月24日，宣言在首都塔林印刷并颁布。